# Verclause
Verclause est une commune française située dans le département de la Drôme en région Auvergne-Rhône-Alpes.
Ses habitants sont dénommés les Verclausiens et les Verclausiennes.

## Géographie

### Localisation
La commune est située dans les Baronnies, à environ 35 km en amont de Nyons (par les gorges de l'Eygues) et à environ 30 km de Serres (Hautes-Alpes).

### Relief et géologie
Les Aiguilles est le point culminant de la commune (1 362 mètres).
Sites particuliers :
- Montagne des Gravières
- Tête du Mouret (1011 m)

### Hydrographie
La commune est arrosée par l'Eygues.
Les autres ruisseaux, affluents de l'Eygues, sont :
- le Rif
- Ravin de Champ d'Habit
- Ravin de Chante-Duc
- Ravin de Combe Cristol
- Ravin de Curnier
- Ravin de Font Vieille
- Ravin de la Combette
- Ravin de la Fayolle
- Ravin de Laranie
- Ravin de l'Escourt
- Ravin de Méliquand
- Ravin de Michelone
- Ravin de Sanglas
- Ravin du Pertus
- Ruisseau de Chatusse
- Ruisseau de l'Ubac
- Ruisseau de Riousset
- Ruisseau de Sermane
- Ruisseau du Serre des Nives
- Ruisseau des Graves

### Climat
Pour des articles plus généraux, voir Climat d'Auvergne-Rhône-Alpes et Climat de la Drôme.
En 2010, le climat de la commune est de type climat méditerranéen altéré, selon une étude du Centre national de la recherche scientifique s'appuyant sur une série de données couvrant la période 1971-2000. En 2020, Météo-France publie une typologie des climats de la France métropolitaine dans laquelle la commune est exposée à un climat de montagne ou de marges de montagne et est dans la région climatique  Alpes du sud, caractérisée par une pluviométrie annuelle de 850 à 1 000 mm, minimale en été. 
Pour la période 1971-2000, la température annuelle moyenne est de 11,2 °C, avec une amplitude thermique annuelle de 16,9 °C. Le cumul annuel moyen de précipitations est de 894 mm, avec 7,4 jours de précipitations en janvier et 4,7 jours en juillet. Pour la période 1991-2020, la température moyenne annuelle observée sur la station météorologique de Météo-France la plus proche, « Rosans », sur la commune de Rosans à 4 km à vol d'oiseau, est de 11,7 °C et le cumul annuel moyen de précipitations est de 826,9 mm,. Pour l'avenir, les paramètres climatiques de la commune estimés pour 2050 selon différents scénarios d'émission de gaz à effet de serre sont consultables sur un site dédié publié par Météo-France en novembre 2022.

### Voies de communication et transports
La commune est traversée par la D94. Un pont relie les deux rives de l'Eygues.

## Urbanisme

### Typologie
Au 1er janvier 2024, Verclause est catégorisée commune rurale à habitat très dispersé, selon la nouvelle grille communale de densité à 7 niveaux définie par l'Insee en 2022.
Elle est située hors unité urbaine et hors attraction des villes,.

### Occupation des sols
L'occupation des sols de la commune, telle qu'elle ressort de la base de données européenne d’occupation biophysique des sols Corine Land Cover (CLC), est marquée par l'importance des forêts et milieux semi-naturels (88,9 % en 2018), en augmentation par rapport à 1990 (86,1 %). La répartition détaillée en 2018 est la suivante : 
milieux à végétation arbustive et/ou herbacée (45,2 %), forêts (41,6 %), zones agricoles hétérogènes (10,9 %), espaces ouverts, sans ou avec peu de végétation (2,2 %), terres arables (0,2 %). L'évolution de l’occupation des sols de la commune et de ses infrastructures peut être observée sur les différentes représentations cartographiques du territoire : la carte de Cassini (XVIIIe siècle), la carte d'état-major (1820-1866) et les cartes ou photos aériennes de l'IGN pour la période actuelle (1950 à aujourd'hui).

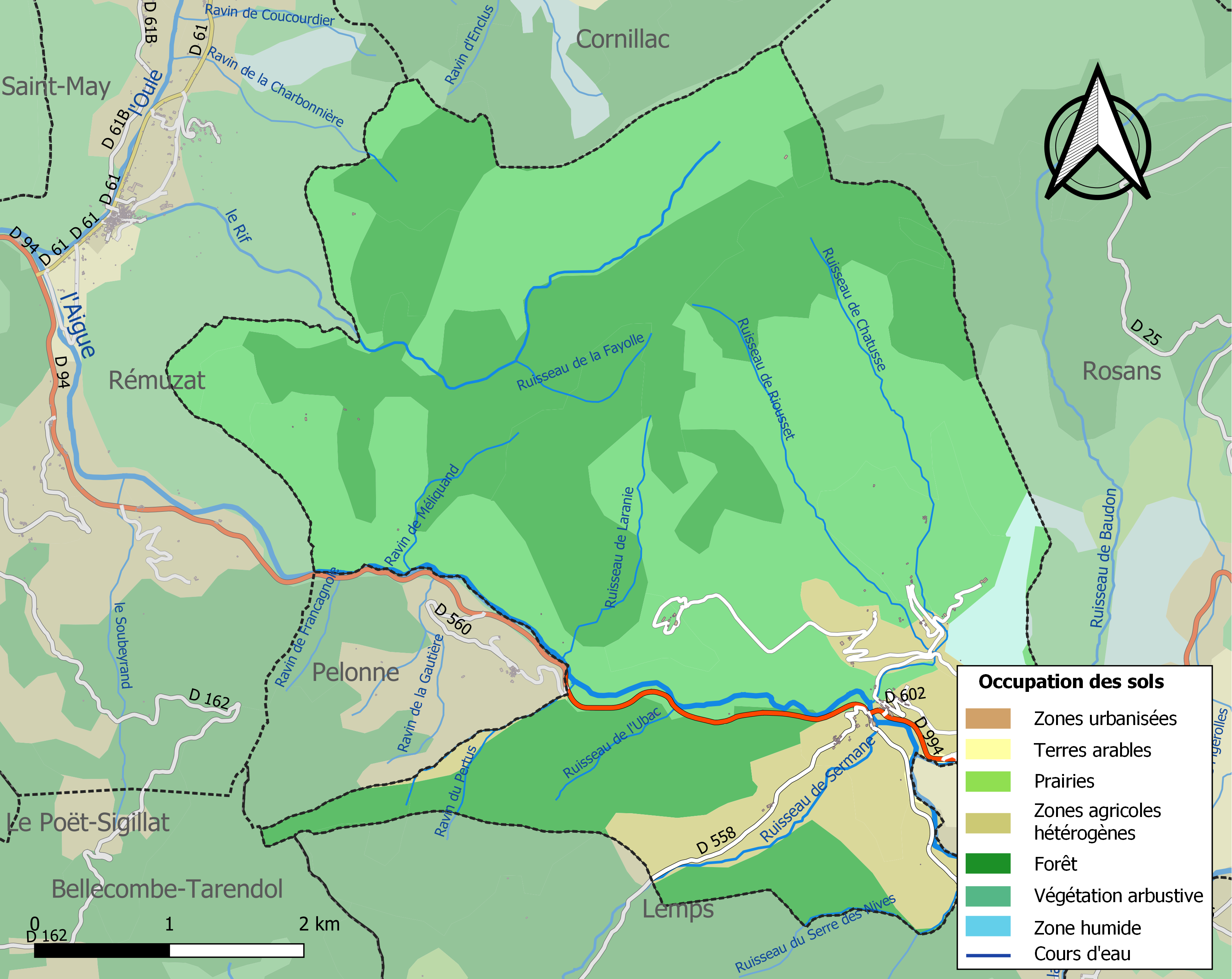
Carte des infrastructures et de l'occupation des sols de la commune en 2018 (CLC).

### Morphologie urbaine

#### Quartiers, hameaux et lieux-dits
Site Géoportail (carte IGN) :
- Bergerie
- Boidana
- Bois de la Chabane
- Chalabrus
- Chamorin
- Champ d'Habit
- Champ Frérand
- Chatusse
- Clermont
- Col d'Enclus
- Côte Raclée (nord)
- Côte Raclée (sud)
- Ferme d'Enclus
- Grange de la Montagne
- la Blachette
- la Lèche
- Lara
- le Riousset
- les Aiguilles
- les Flandines
- les Gravières
- les Plaines
- les Rabassières
- le Vergeret
- l'Iscle
- l'Ubac
- Montrond
- Pas d'Ode
- Pié Joubert
- Plan de Bac
- Saint-Jaume
- Serre de Champ d'Habit
- Serre de la Montagne
- Serre Gauthier
- Staton
- Ville Vieille

## Toponymie

### Attestations
Dictionnaire topographique du département de la Drôme :
- 1262 : Vallis Clausa (cartulaire de l'Île Barbe).
- 1313 : Valeclause (inventaire de Bologne).
- 1442 : castrum Vallis Clause in Delphinatu (choix de documents, 282).
- 1516 : mention de la paroisse : cura Vallisclause (pouillé de Gap).
- 1540 : Verclouse en Rosans (inventaire de la chambre des comptes).
- 1891 : Verclause, commune du canton de Rémuzat.

### Étymologie
Le toponyme Vallis clausa « vallée fermée » doit son nom au resserrement de la vallée de l'Eygues[réf. nécessaire].

## Histoire

### Du Moyen Âge à la Révolution
La seigneurie :
- Au point de vue féodal, Verclause était une terre premièrement possédée par les Morges.
- Elle passe aux dauphins.
- 1397 : elle est donnée aux Mévouillon de Barret.
- Vers 1450 : passe (par mariage) aux Grolée.
- 1533 : passe aux Delhomme.
- Elle passe aux Lagonia.
- 1592 : vendue aux La Tour-Gouvernet.
- En 1789, monsieur de Bargetton est seigneur de Verclause.

Avant 1790, Verclause était une communauté de l'élection de Montélimar, de la subdélégation et du bailliage de Buis-les-Baronnies.

Elle formait une paroisse du diocèse de Gap dont les dîmes appartenaient au curé du lieu.

### De la Révolution à nos jours
En 1790, la commune fait partie du canton de Rémuzat.

## Politique et administration

### Liste des maires
| Période                                                                      | Période                        | Identité                         | Étiquette | Qualité                                                                          |
| ---------------------------------------------------------------------------- | ------------------------------ | -------------------------------- | --------- | -------------------------------------------------------------------------------- |
| Les données manquantes sont à compléter. : de la Révolution au Second Empire |                                |                                  |           |                                                                                  |
| 1790                                                                         | 1871                           | ?                                |           |                                                                                  |
| Les données manquantes sont à compléter. : depuis la fin du Second Empire    |                                |                                  |           |                                                                                  |
| 1871                                                                         | 1874                           | ?                                |           |                                                                                  |
| 1874                                                                         | 1878                           | ?                                |           |                                                                                  |
| 1878                                                                         | 1884                           | ?                                |           |                                                                                  |
| 1884                                                                         | 1888                           | ?                                |           |                                                                                  |
| 1888                                                                         | 1892                           | ?                                |           |                                                                                  |
| 1892                                                                         | 1896                           | ?                                |           |                                                                                  |
| 1896                                                                         | 1900                           | ?                                |           |                                                                                  |
| 1900                                                                         | 1904                           | ?                                |           |                                                                                  |
| 1904                                                                         | 1908                           | ?                                |           |                                                                                  |
| 1908                                                                         | 1912                           | ?                                |           |                                                                                  |
| 1912                                                                         | 1919                           | ?                                |           |                                                                                  |
| 1919                                                                         | 1925                           | ?                                |           |                                                                                  |
| 1925                                                                         | 1929                           | ?                                |           |                                                                                  |
| 1929                                                                         | 1935                           | ?                                |           |                                                                                  |
| 1935                                                                         | 1945                           | ?                                |           |                                                                                  |
| 1945                                                                         | 1947                           | ?                                |           |                                                                                  |
| 1947                                                                         | 1953                           | ?                                |           |                                                                                  |
| 1953                                                                         | 1959                           | ?                                |           |                                                                                  |
| 1959                                                                         | 1965                           | ?                                |           |                                                                                  |
| 1965                                                                         | 1971                           | ?                                |           |                                                                                  |
| 1971                                                                         | 1977                           | ?                                |           |                                                                                  |
| 1977                                                                         | 1983                           | Claude Bas                       |           | fonction publique                                                                |
| 1983                                                                         | 1989                           | Claude Bas                       |           | maire sortant                                                                    |
| 1989                                                                         | 1995                           | Claude Bas                       |           | maire sortant                                                                    |
| 1995                                                                         | 2001                           | Claude Bas                       |           | maire sortant                                                                    |
| 2001                                                                         | 2008                           | Claude Bas                       |           | maire sortant                                                                    |
| 2008                                                                         | 2014                           | Claude Bas                       |           | maire sortant                                                                    |
| 2014                                                                         | 2020                           | Claude Bas                       |           | maire sortant retraité président de la Communauté de communes du Pays de Rémuzat |
| 2020                                                                         | En cours (au 30 décembre 2020) | Claude Bas,[source insuffisante] | DVG       | maire sortant                                                                    |

### Rattachements administratifs et électoraux
Verclause fait partie du canton de Rémuzat.

## Population et société

### Démographie
L'évolution du nombre d'habitants est connue à travers les recensements de la population effectués dans la commune depuis 1793. Pour les communes de moins de 10 000 habitants, une enquête de recensement portant sur toute la population est réalisée tous les cinq ans, les populations de référence des années intermédiaires étant quant à elles estimées par interpolation ou extrapolation. Pour la commune, le premier recensement exhaustif entrant dans le cadre du nouveau dispositif a été réalisé en 2006.

En 2022, la commune comptait 67 habitants, en évolution de +11,67 % par rapport à 2016 (Drôme : +2,64 %, France hors Mayotte : +2,11 %).
| 1793 | 1800 | 1806 | 1821 | 1831 | 1836 | 1841 | 1846 | 1851 |
| ---- | ---- | ---- | ---- | ---- | ---- | ---- | ---- | ---- |
| 303  | 220  | 347  | 350  | 371  | 370  | 377  | 425  | 386  |

| 1856 | 1861 | 1866 | 1872 | 1876 | 1881 | 1886 | 1891 | 1896 |
| ---- | ---- | ---- | ---- | ---- | ---- | ---- | ---- | ---- |
| 416  | 394  | 353  | 357  | 357  | 345  | 332  | 329  | 260  |

| 1901 | 1906 | 1911 | 1921 | 1926 | 1931 | 1936 | 1946 | 1954 |
| ---- | ---- | ---- | ---- | ---- | ---- | ---- | ---- | ---- |
| 262  | 267  | 229  | 197  | 194  | 174  | 138  | 98   | 83   |

| 1962 | 1968 | 1975 | 1982 | 1990 | 1999 | 2006 | 2011 | 2016 |
| ---- | ---- | ---- | ---- | ---- | ---- | ---- | ---- | ---- |
| 82   | 68   | 91   | 68   | 61   | 84   | 81   | 68   | 60   |

| 2021 | 2022 | - | - | - | - | - | - | - |
| ---- | ---- | - | - | - | - | - | - | - |
| 64   | 67   | - | - | - | - | - | - | - |

### Enseignement
La commune est rattachée à l'académie de Grenoble.

### Manifestations culturelles et festivités
- Fête communale : le deuxième dimanche de juillet[20].
- Fête patronale : le 22 juillet[20].

### Loisirs
- Randonnées : le GRP Tour des Baronnies provençales traverse la commune[1].

## Économie

### Agriculture
En 1992 : fruits, pâturages (ovins, poneys), apiculture (miel).
Production fruitière : cerises, poires, prunes, tilleul.

### Commerce
Un magasin de moyenne surface, un U Express, est installé sur la commune.

### Tourisme
La commune dispose d'un camping (Le Gessy).

## Culture locale et patrimoine

### Lieux et monuments
- Ruines du château dominant[20] (datant de 1220) et de son donjon : une opération de mise en valeur est programmée (consolidement, mise en place de panneaux explicatifs)[réf. nécessaire].
- Église Sainte-Madeleine de Verclause  d'origine romane et son clocher élancé[20] : elle est équipée depuis quelques années d'une horloge (la cloche sonne toutes les heures durant la journée) et elle est illuminée la nuit[réf. nécessaire].
- Vieux village[20].

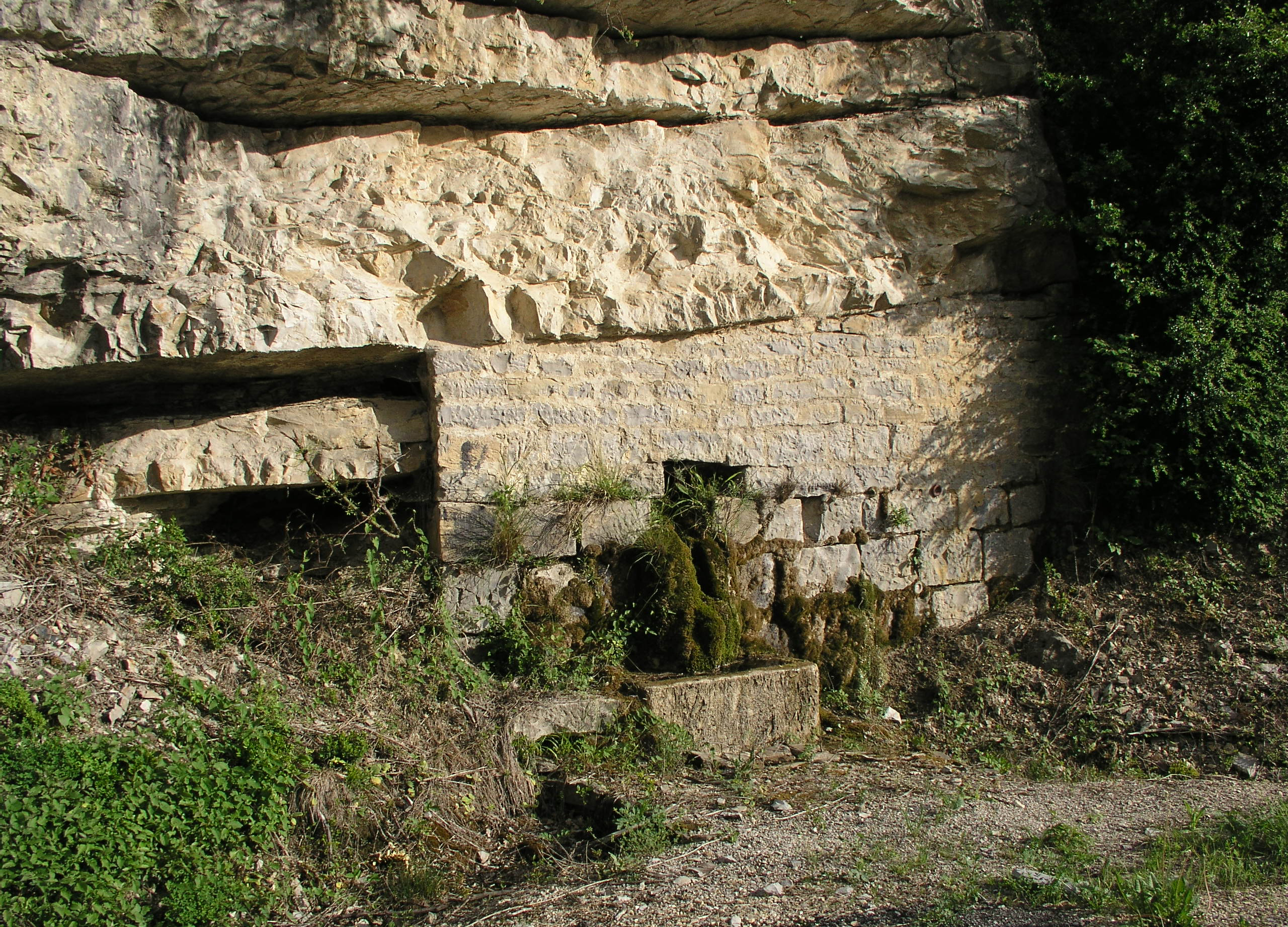
Fontaine du Parol.
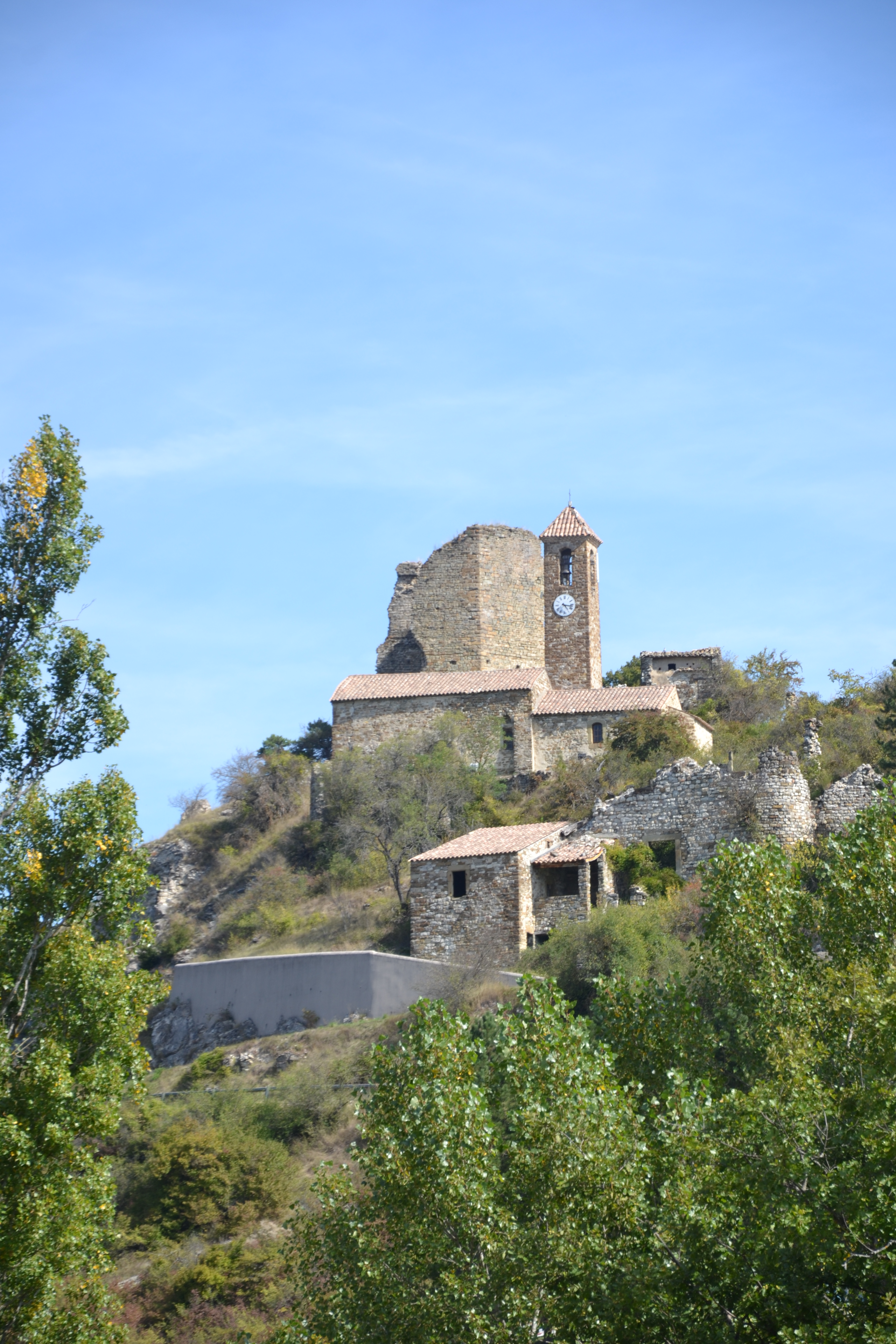
L'église.

### Héraldique, logotype et devise
|  | Verclause possède des armoiries dont l'origine et le blasonnement exact ne sont pas disponibles. |